# Copa d'Europa de futbol 1986-87
La Copa d'Europa de futbol 1986–87 fou l'edició número trenta-dos en la història de la competició. Es disputà entre el setembre de 1986 i el maig de 1987, amb la participació inicial de 31 equips de 31 federacions diferents.
La competició fou guanyada pel FC Porto a la final davant del Bayern de Múnic.

## Primera ronda
| Equip 1                | Global | Equip 2          | Anada | Tornada |
| ---------------------- | ------ | ---------------- | ----- | ------- |
| Paris Saint-Germain FC | 2–3    | Vítkovice        | 2–2   | 0–1     |
| FC Porto               | 10–0   | Rabat Ajax       | 9–0   | 1–0     |
| Brøndby                | 6–3    | Budapest Honvéd  | 4–1   | 2–2     |
| Örgryte                | 3–7    | Dynamo Berlín    | 2–3   | 1–4     |
| Beşiktaş JK            | 3–0    | Dinamo Tirana    | 2–0   | 1–0     |
| APOEL                  | 3–3¹   | HJK              | 1–0   | 2–3     |
| Shamrock Rovers        | 0–3    | Celtic FC        | 0–1   | 0–2     |
| Beroe                  | 1–3    | Dynamo Kiev      | 1–1   | 0–2     |
| PSV                    | 0–2    | Bayern Múnic     | 0–2   | 0–0     |
| Avenir Beggen          | 0–6    | Austria Viena    | 0–3   | 0–3     |
| RSC Anderlecht         | 3–1    | Górnik Zabrze    | 2–0   | 1–1     |
| Steaua Bucarest        | Bye    | –                | –     | –       |
| Rosenborg BK           | 2–1    | Linfield         | 1–0   | 1–1     |
| Estrella Roja          | 4–2    | Panathinaikos FC | 3–0   | 1–2     |
| Young Boys             | 1–5    | Reial Madrid     | 1–0   | 0–5     |
| Juventus FC            | 11–0   | Valur            | 7–0   | 4–0     |

¹ APOEL passà a la segona ronda per la regla del valor doble dels gols en camp contrari.

## Segona ronda
| Equip 1        | Global | Equip 2         | Anada | Tornada |
| -------------- | ------ | --------------- | ----- | ------- |
| Vítkovice      | 1–3    | FC Porto        | 1–0   | 0–3     |
| Brøndby        | 3–2    | Dynamo Berlín   | 2–1   | 1–1     |
| Beşiktaş JK    | (abd)¹ | APOEL           | –     | –       |
| Celtic FC      | 2–4    | Dynamo Kiev     | 1–1   | 1–3     |
| Bayern Múnic   | 3–1    | Austria Viena   | 2–0   | 1–1     |
| RSC Anderlecht | 3–1    | Steaua Bucarest | 3–0   | 0–1     |
| Rosenborg BK   | 1–7    | Estrella Roja   | 0–3   | 1–4     |
| Reial Madrid   | 1–1²   | Juventus FC     | 1–0   | 0–1     |

¹ APOEL abandonà per motius polítics.
² Reial Madrid passà a quarts de final en vèncer des del punt de penal.

## Quarts de final
| Equip 1       | Global | Equip 2        | Anada | Tornada |
| ------------- | ------ | -------------- | ----- | ------- |
| FC Porto      | 2–1    | Brøndby        | 1–0   | 1–1     |
| Beşiktaş JK   | 0–7    | Dynamo Kiev    | 0–5   | 0–2     |
| Bayern Múnic  | 7–2    | RSC Anderlecht | 5–0   | 2–2     |
| Estrella Roja | 4–4¹   | Reial Madrid   | 4–2   | 0–2     |

¹ Reial Madrid passà a semifinals per la regla del valor doble dels gols en camp contrari.

## Semifinals
| Equip 1      | Global | Equip 2      | Anada | Tornada |
| ------------ | ------ | ------------ | ----- | ------- |
| FC Porto     | 4–2    | Dynamo Kiev  | 2–1   | 2–1     |
| Bayern Múnic | 4–2    | Reial Madrid | 4–1   | 0–1     |

## Final
| FC Porto               | 2–1 | Bayern Múnic |
| ---------------------- | --- | ------------ |
| Madjer 79' · Juary 81' |     | Kögl 24'     |

| Guanyador de la Copa d'Europa 1986-87 |
| ------------------------------------- |
| FC Porto Primer títol                 |